# Varga Livius
Varga Livius (Dunaújváros, 1971. február 14. –) magyar zenész, televíziós személyiség. Hangszerei a konga és más ütőhangszerek, stílusa rap.

## Pályafutása
1991-ben a Quimby zenekar alapító tagja volt, 2003-ban a Quimby mellett saját zenekart alapított A Kutya Vacsorája néven. Televíziós személyiségként TV Sziget, a Gang illetve az Abszolút című műsorokat vezette. Végzettségét tekintve pszichológus, diplomáját az ELTE Bölcsészettudományi Karán szerezte. Zenei pályafutása mellett, amatőr természetbúvárként szereplője és műsorvezetője több természetfilmnek.

## Iskolái
- Móricz Zsigmond Ének-Zenei Általános Iskola, Dunaújváros
- Dr. Münnich Ferenc Gimnázium (mai nevén Széchenyi István Gimnázium), Dunaújváros
- ELTE Bölcsészettudományi Kar, Pszichológia szak, Budapest

## Műsorvezetés, filmszerepek, interjúk

### Műsorvezető
- TV Sziget
- Gang
- Abszolút Live, Rádió Café 98.6
- Abszolút
- Abszolút magyar agy
- Sztárvársz (Deko Tv)
- Otthon Idegenben (Deko Tv)
- A cég hangja, VIASAT3

### Filmszerepei
- Ponyvapotting (Gayer Zoltán, Molnár Péter), 2000
- Kontroll (Antal Nimród), 2003
- József és testvérei - Jelenetek a Parasztbibliából (Jeles András), 2004
- Hasutasok (Szőke András), 2007
- A Vargyas szoros elveszett világa (Filmdzsungel Stúdió), 2015[3]

Interjúk
- Arckép https://www.youtube.com/watch?v=C2zJ1n9xO2o